# Панова, Елена Викторовна
Еле́на Ви́кторовна Пано́ва (род. 9 июня 1977, Архангельск) — российская актриса театра и кино. 

## Биография
Родилась в Архангельске. В 1999 году окончила актёрский факультет Школы-студии МХАТ (руководитель курса — Олег Ефремов) и была принята в труппу Московского Художественного театра имени А. П. Чехова, где работала до 2012 года.
В кино дебютировала в 1997 году в фильме «Новогодняя история», затем сыграла главную роль в швейцарском фильме Даниэля Шмида «Березина, или Последние дни Швейцарии» (1999).
Популярность актрисе принесли роли Галины Жгут в телесериале Александра Митты «Граница. Таёжный роман» (2000) и Вики Ермаковой в фильме Алексея Сидорова «Бой с тенью» (2005).

### Семья
Отец — Виктор Панов (род. 6 мая 1939), театральный режиссёр, основатель и художественный руководитель Архангельского областного молодёжного театра. Мать — Жанна Панова, преподаватель по классу фортепиано Архангельского педагогического колледжа.
Старшая сестра — Яна Панова (род. 24 марта 1966), актриса, Заслуженная артистка Российской Федерации (2004), служит в Архангельском областном молодёжном театре.
Муж — Антон Мегердичев (род. 22 июля 1969), российский режиссёр и сценарист. Дочери — Марианна (род. февраль 2012) и Лидия (род. 15 марта 2016).

## Творчество

### Роли в театре

#### Московский Художественный театр имени А. П. Чехова
- «Гроза» — Катерина
- «Бабье царство» — Глаголева
- «И свет во тьме светит…» — Гувернантка
- «Девушки битлов» — Мишель
- «Лесная песня» — Мавка
- «Лёгкий привкус измены» — Катя
- «Обломов» — Девушка
- «Преступление и наказание» по одноимённому роману Ф. М. Достоевского — Софья (Соня) Семёновна Мармеладова, дочь титулярного советника
- «Сонечка» —
- «Ю» — Аня
- «Солнце сияло» —
- «Утиная охота» Александра Вампилова — Галина, жена Зилова
- «В стране далёкой» (проект «Французский театр. Впервые на русском») — Катрин, жена Антуана

#### Московский театр-студия под руководством Олега Табакова
- 2003 — «Бег. Восемь снов» по пьесе «Бег» Михаила Булгакова (режиссёр — Елена Невежина; премьера — 14 января 2003 года) — Серафима Владимировна Корзухина, молодая петербургская дама[10]

### Фильмография
- 1997 — Новогодняя история — радистка, агент секретного подразделения
- 1998 — Чехов и Ко — Настя, горничная Капитоновых
- 1999 — Березина, или Последние дни Швейцарии — Ирина, «девушка по вызову»
- 1999 — Мама — Полина (в молодости)
- 2000 — Граница. Таёжный роман — Галина Жгут, 25—30 лет, подруга Марины и Альбины
- 2002 — Каменская 2 (фильм № 4 «За всё надо платить») — Ольга Решина
- 2002 — Красное небо. Чёрный снег — Лида, эвакуированная девушка с ребёнком
- 2003 — Участок — Даша Клюева
- 2003 — Спас под берёзами — Татьяна Сыромятникова, старшая дочь отца Георгия
- 2003 — Остров без любви (фильм № 5 «Надежда и Павел») — Нина
- 2004 — МУР есть МУР — Лидия Сергеевна Болошева
- 2005 — МУР есть МУР 2 — Лидия Сергеевна Болошева
- 2005 — Бой с тенью — Виктория Ермакова
- 2005 — МУР есть МУР 3 — Лидия Сергеевна Смирнова
- 2005 — Лебединый рай — Лидия, мэр города
- 2006 — Заколдованный участок — Даша Клюева
- 2006 — Охотник — Ирина, журналист
- 2006 — Возвращается муж из командировки (Украина) — Екатерина Загорская
- 2006 — Женская работа с риском для жизни (Украина) — Надежда Георгиевна Постникова, следователь
- 2006 — Тайная стража — Кира Шарымова («Кобра»), офицер Оперативно-поисковой службы ФСБ, майор
- 2007 — Бой с тенью 2. Реванш — Виктория Ермакова
- 2007 — Сыщик Путилин — Стрекалова
- 2007 — Год золотой рыбки — Мария
- 2007 — Я считаю: раз, два, три, четыре, пять... — Алиса, бывшая жена писателя Дмитрия Сергеевича Краткова
- 2007 — Закон и порядок. Отдел оперативных расследований 2 (фильм № 10 «Бесконечное зло», фильм № 11 «Искупление грехов») — Ирина Сапегина, адвокат
- 2008 — Свой-чужой — Ольга, 28 лет, жена Матвея
- 2008 — Время грехов — Зинаида
- 2008 — Сюрприз (Россия, Украина) — Зоя, бывшая жена Ивана
- 2009 — Блудные дети (Россия, Украина) — Екатерина
- 2009 — Телохранитель 2 (фильм № 1 «Сбитый лётчик») — эпизод
- 2009 — Дом на Озёрной — Тамара Дедюхина
- 2009 — Тайная стража 2. Смертельные игры — Кира Шарымова («Кобра»), офицер Оперативно-поисковой службы ФСБ, майор
- 2009 — Я не я — Лена Фуфачёва, жена Феди
- 2010 — Тёмный мир — Хельви, королева озёрных ведьм
- 2010 — Доктор Тырса — Евгения Валентиновна Зайцева, 32 года, кардиохирург, заведующая патологоанатомическим отделением
- 2010 — Девичник — Любовь Минамото
- 2010 — Мама напрокат — Тамара
- 2011 — Тонкая грань — Марина Синицына, следователь
- 2011 — Бой с тенью 3. Последний раунд — Виктория Ермакова (Колчина)
- 2012 — Время любить — Светлана
- 2013 — Метро — Галина Дергач
- 2013 — Княжна из хрущёвки — Евгения
- 2013 — Лютый — Наталья Барышева
- 2014 — Дурак — Вера, жена алкоголика
- 2014 — Захват — Светлана, медсестра
- 2016 — Челночницы — Светлана Васильевна Лютая, челночница, бывшая домохозяйка, жена офицера Виктора
- 2017 — Время первых — Татьяна Беляева, жена лётчика-космонавта СССР Павла Беляева
- 2017 — Мама Лора — Лариса Анатольевна Орлова («Мама Лора»)
- 2018 — Челночницы 2 — Светлана Васильевна Лютая, челночница, бывшая домохозяйка, жена офицера Виктора
- 2018 — Завод — Уборщица
- 2019 — Шифр — Катерина Петровна, руководитель специальной группы ГРУ
- 2020 — Право выбора — мама Юли
- 2021 — Медиатор — Алла Бортникова, руководитель отдела по борьбе с терроризмом УФСБ
- 2021 — Спросите медсестру — Валерия Тихомирова, врач-реаниматолог и медсестра
- 2022 — Сердце Пармы — Табарга
- 2022 — Я не могу без тебя — Нина
- 2022 — С чистого листа — Даша Ермакова
- 2022 — За всех в ответе — Кира Клинова
- 2023 — Дорога к счастью — Вера
- 2023 — Загадай любовь — Вера Макеева
- 2025 — Плагиатор — Яша

## Награды
- 2002 — лауреат Государственной премии Российской Федерации в области литературы и искусства 2001 года — за исполнение роли Галины Жгут в телесериале «Граница. Таёжный роман» (2000)[11].
- 2006 — 2 номинации на премию «MTV Russia Movie Awards» в категориях «Лучшая женская роль» и «Лучший поцелуй» — за исполнение роли Виктории Ермаковой в фильме «Бой с тенью»[12].
- 2015 — почётное звание: «Заслуженный артист Российской Федерации».
- 2019 — Приз «Лучшая актриса сериала» по результатом Народного голосования на XXVII кинофестивале «Виват кино России!» в Санкт-Петербурге — за роль в сериале «Шифр».
- 2022 — Приз «Лучшая актриса сериала» по результатом Народного голосования на ХХХ кинофестивале «Виват кино России!» в Санкт-Петербурге за роль в сериале «Спросите медсестру».
- 2023 — номинация на премию «Золотой орёл» в категории «Лучшая женская роль второго плана» — за исполнение роли Табарги в фильме «Сердце Пармы».